# Штрипфинг (футбольный клуб)
«Спортферайн Штрипфинг»/«Вайден» (нем. Sportverein Stripfing/Weiden) — австрийский футбольный клуб из города Вайкендорф, Нижняя Австрия. Клуб входит в Нижнеавстрийскую футбольную ассоциацию (NÖFV) и играет в региональную лигу Австрии по футболу с сезона 2019/20.

## История
Клуб Штрипфинг был основан в 1951 году. Без значительных успехов в первые 50 лет, они прошли в Нижнеавстрийскую палату общин. Штрипфинг закончил сезон 2007/08 на шестом месте во 2-м классе. В сезоне 2008/09 они финишировали на 15-м месте предпоследними. Сезон 2009/10 закончился десятым местом из двенадцати. В сезоне 2010/11 они заняли второе место во 2-м классе после Гензерндорфа. В сезоне 2011/12 они смогли стать чемпионами 2-го класса без поражений и таким образом подняться в 1-й класс.
В первом сезоне в 1-м классе «Север» они также не проиграли ни одной игры и поднялись чемпионами в 2013 году в шестую высшую лигу, региональную лигу. Там они смогли продолжить успешную гонку и, как чемпионы региональной лиги северной Австрии, они были повышены до 2-й национальной лиги после всего одного сезона в 2014 году. Сезон 2014/15 закончился на пятом месте во 2-й национальной лиги востока Австрии, на четыре очка отстав от чемпионов Трайскирхен.
Однако в сезоне 2015/16 они смогли стать чемпионами с пятиочковым отрывом от преследователей и таким образом продвинуться в Ландеслигу. В первом сезоне в четвёртой высшей лиге они заняли пятое место в таблице, но с повышением они не имели никакого отношения к промоушену с отставанием на 20 очков от чемпионов. Тем не менее, после победы в финале над Ybbs, они выиграли Кубок Нижней Австрии в том сезоне и, таким образом, были представлены в кубке Австрийского футбольного союза впервые в сезоне 2017/18. В лиге они упустили чемпионский титул в сезоне-2017/18 с очень небольшим отрывом: сравнявшись по очкам с Леобендорф, разница мячей решила в пользу Леобендорфа.

## Достижения
- 2011/12 — Чемпион 2 класса Марчфельд и повышение до 1 класса Север (7 уровень)
- 2012/13 — Чемпион 1-го класса север и выход в региональную лигу север/северо-запад (6 уровень)
- 2013/14 — Чемпион региональной лиги север/северо-запад и переход во 2-ю национальную лигу восток (5-й уровень)
- 2015/16 — Чемпион 2-й национальной лиги восток и переход в 1-ю национальную лигу (4-й уровень)
- 2018/19 — Чемпион 1-й национальной лиги и переход в региональную лигу восток (3-й уровень)